# Kamil Jankovský
Kamil Jankovský (* 10. března 1958 Praha) je český podnikatel a politik, od července 2010 do července 2013 ministr pro místní rozvoj České republiky původně nominovaný do vlády za stranu Věci veřejné, později za stranu LIDEM (v roce 2013 byl několik měsíců místopředsedou této strany).

## Osobní život
Po vystudování Fakulty stavební ČVUT v roce 1983 pracoval ve stavebnictví. Roku 1993 začal podnikat ve společnosti Phar service, podnikající ve farmaceutickém, chemickém a potravinářském průmyslu, kde se stal ředitelem. V roce 1996 ve společnosti získal nadpoloviční podíl. Je ženatý a má dvě děti.

## Politika
V roce 1994 vstoupil do ODA, v roce 2002 se pak stal členem Evropských demokratů. V letech 2002 – 2006 byl zastupitelem na Praze 10. Jako člen SNK ED kandidoval ve sněmovních volbách v roce 2010 na kandidátce strany Věci Veřejné, ze čtvrtého místa na kandidátce se však do parlamentu nedostal. Před neuskutečněnými sněmovními volbami v roce 2009 straně Věci Veřejné věnoval sponzorský dar ve výši 3 milionů Kč.
Dne 13. července 2010 byl jmenován ministrem pro místní rozvoj ve vládě Petra Nečase.
V dubnu 2012 ohlásil konec svého členství ve straně Věci Veřejné a následně se stal jedním ze zakládajících členů nového subjektu LIDEM. Od května do listopadu 2013 působil jako místopředseda strany LIDEM.
Před parlamentními volbami v roce 2021 finančně podpořil hnutí Trikolora.

## Kritika
Firma Phar Service založená Jankovským a vedená od nástupu do ministerské funkce jeho synem je v souvislosti s předraženou stavební zakázkou pro IKEM vyšetřována protikorupční policií.